# Проєкт «Мастодонт»
Проєкт «Мастодонт» (англ. Project Mastodon) — коротка науково-фантастична повість Кліффорда Сімака, вперше опублікована журналом «Galaxy Science Fiction» в березні 1955 року.

## Сюжет
Веслі Адамс винайшов часовий модуль. Через нестачу коштів він міг стрибати тільки на проміжок кратний 50 тис. років.
Зі своїми друзями Чаком Хадсоном та Джоном Купером купили в складчину вертоліт, щоб мати можливість здійснювати подорож у часі не боячись потрапити в перешкоду при переміщенні.
Потрапивши в безлюдну Північну Америку, до початку комерційного використання її природних ресурсів, вони вирішили закріпити свої права на володіння континентом.
Для цього вони втрьох заснували державу «Мастодонія» та намагалися підписати з Сполученими Штатами Америки оборонний союз в обмін на постачання урану та надання надійних сховищ на випадок ядерної війни.
Президентом був обраний Адамс, Купер став міністром закордонних справ, а Хадсон міністром торгівлі.
Хадсон помандрував у сучасний час і провів зустрічі з деякими високопосадовцями, але його визнали божевільним.
Перед поверненням у «Мастодонію» він загубив портфель з відеоматеріалами, який потрапив у ФРБ.
Наступного дня у «Мастодонії» вертоліт був знищений під час бійки мастодонта та шаблезубого тигра, а часовий модуль був пошкоджений.
ФРБ проаналізувало документи з палеонтологами, визнало їх справжніми і заснувало Проєкт «Мастодонт».
Проєкт визначив локацію, з якої була здійснена подорож у часі і почав охороняти її, очікуючи на повернення Хадсона.
Генерал Леслі Бауерс, був одним з тих, хто колись не повірив Хадсону.
Коли, після 15 років очікування, проєкт закрили, він викупив ту ділянку і поселився на ній очікуючи на повернення представників «Мастодонії».
Три жителі «Мастодонії» витратили 15 років, щоб без інструментів побудувати вежу, з якої могли б здійснити повернення в часі.
Ще 10 років витратили на ремонт часового модуля, після невдалої спроби.
В сучасності за 25 років Східний блок дізнався про проєкт «Мастодонт» і, звичайно, не повірив у його згортання, тому вирішив розпочати ядерну війну в найближчі місяці.
Не попередивши друзів, Веслі Адамс здійснив спробу і перемістився на подвір'я генерала Бауерса.
Той без питань з'єднав його з президентом, а президент погодився на умови запропоновані минулого разу.
Хадсон і Купер вже 5 років очікували повернення Адамса, бо той трохи зменшив крок подорожі для розроблюваних ним машин часу, необхідних перед початком ядерної війни.